# Побачити невидимку
Побачити невидимку (англ. To See the Invisible Man) — другий сегмент 16-го епізоду 1-го сезону телевізійного серіалу «Зона сутінків».

## Сюжет
Головний герой епізоду, Мітчел Чаплін, звинувачується судом в емоційній холодності та надто байдужому ставленні до оточуючих його людей і засуджується до одного року «невидимості». Після оголошення вироку поліцейські роблять засудженому чоловікові на лобі спеціальне тавро, яке свідчить про винесений йому вирок. Спочатку Чаплін скептично ставиться до покарання, вирішивши, що воно є досить м'яким і що один рік «невидимості» він легко витримає. Однак чоловік не до кінця збангув, що термін «невидимість» має не фізичне, а скоріше морально-психологічне підґрунтя: віднині кожен перехожий бачитиме засудженого, однак не зможе й не захоче розмовляти та взагалі контактувати з ним, оскільки це означатиме пряме порушення карного кодексу.
Однак Мітчела Чапліна це абсолютно не бентежить. Перші дні він перебуває у цілковитій ейфорії, хоч і помічає, що всі перехожі та навіть знайомі, з якими він зіштовхується, одразу замовкають та роблять вигляд, що не помічають його, оскільки бачать тавро на його обличчі та одразу здогадуються, за якою статтею його засуджено і який до нього застосовано запобіжний захід. Чаплін, тим не менш, продовжує радіти, що зміг уникнути більш серйозного покарання, та дивитися на все, що з ним відбувається, «крізь пальці». Однак чим більше проходить часу, тим більше чоловік усвідомлює, наскільки тяжким є його становище. Він не тільки не може просто спілкуватися з людьми — він не може користуватися тими послугами, які є доступними звичайним людям. Чоловік починає поводити себе дуже ввічливо по відношенню до оточуючих, сподіваючись, що це допоможе йому відновити з ними контакт. Проте всі його сподівання виявляються марними — навіть сліпий чоловік, якого засуджений пригостив у кафе своєю їжею, як тільки дізнався від офіціантки, з ким має справу, моментально починає гніватися та покидає кафе, назвавши Чапліна «мерзотником». Пізно ввечері Чапліна збиває на дорозі автомобіль, яким керують двоє хуліганів, — вони це зробили задля розваги. Покалічений, чоловік приходить до свого помешкання та намагається викликати «швидку», однак диспетчер, побачивши через монітор тавро на обличчі Чапліна, миттєво перериває зв'язок, відмовившись надати йому медичну допомогу.
Одного разу Чаплін зустрічає жінку, яку так само, як і його, засуджено до «невидимості». Сподіваючись, що хоч з нею він зможе поговорити, чоловік намагається завести з нею розмову, однак вона робить вигляд, що не бачить його, та відповідає йому цілковитим мовчанням. Чаплін все більш наполегливо благає жінку сказати йому хоча б декілька слів, однак вона закривається від нього у своєму помешканні. Засудженого охоплює почуття цілковитого розпачу, він сідає біля порогу її домівки та починає вголос благати, щоб хоч хтось з ним поговорив.
Наприкінці епізоду минає термін покарання Мітчела Чапліна, до його квартири заходять полісмени, щоб звільнити чоловіка від покарання. В результаті Чаплін знову повертається до повноцінного життя, стає повноправним членом суспільства, віднині він може спілкуватися будь з ким, хто не є «невидимкою», абсолютно вільно. Докорінно переглянувши за весь термін покарання своє ставлення до людей, Чаплін стає чуйним та небайдужим до чужих проблем. Посеред вулиці до нього підходить та сама жінка, яка перед цим відмовила йому у спілкуванні, та починає благати, щоб той сказав їй хоча б пару слів. Спочатку чоловік не наважується почати розмову з нею, однак трохи згодом, згадавши власні муки та надто перейнявшись її проблемами, обіймає жінку, незважаючи на те, що внаслідок цих дій в найближчій перспективі він знову може стати «невидимкою».

## Початкова оповідь
«Цей світ дуже схожий на наш і водночас не схожий. Криве дзеркало реальності, в якому людина, яка провинилася перед суспільством, перестає існувати для нього, стає вигнанцем, що блукає по лабіринтах Зони сутінків».

## Заключна оповідь
«Мітчел Чаплін, чиє ім'я мигцем згадується у судових протоколах певного паралельного світу, відбувши покарання, добре засвоїв даний йому урок, навіть дуже добре. Однак цього разу він буде носити свою „невидимість“ гордо, як славний щит, викуваний в самому серці Зони сутінків».

## Цікавий факт
Епізод базується на однойменному оповіданні Роберта Сілверберга, яке вперше було опубліковано в журналі «Worlds of Tomorrow» у квітні 1963.

## Ролі виконують
- Коттер Сміт — Мітчел Чаплін
- Карлін Крокет — жінка-«невидимка»
- Мері-Робін Редд — Маргарет
- Пітер Гоббс — Беннет Герш
- Бонні Кемпбел-Бріттон — жінка
- Джек Галлахер — комік
- Кріс Маккарті — бізнесмен
- Карла Річардс — офіціантка
- Ребекка Робертсон — медсестра
- Віт Гертфорд — хлопчик

## Прем'єра
Прем'єрні покази епізоду відбулися у Великій Британії та США 31 січня 1986.